# José Gonçalves (ciclista)
José Isidro Gonçalves Maciel (Barcelos, 13 febbraio 1989) è un ciclista su strada portoghese che corre per il team W52-FC Porto.
Professionista dal 2012, ha ottenuto diversi piazzamenti di tappa alla Vuelta a España 2015 e vinto il Giro di Turchia 2016.

## Palmarès
- 2008 (Santa Maria da Feira-E Leclerc-Moreira Congelados, una vittoria)

Prologo Volta a Madeira (cronometro)
- 2009 (Santa Maria da Feira-E Leclerc-Moreira Congelados, una vittoria)

2ª tappa Tour des Terres de Santa Maria da Feira (cronometro)
- 2010 (Liberty Seguros-Santa Maria da Feira, due vittorie)

3ª tappa Volta a Madeira
Classifica generale Volta a Madeira
- 2011 (Liberty Seguros-Santa Maria da Feira, due vittorie)

Campionati portoghesi, Prova a cronometro Under-23
2ª tappa Volta a Coruña
- 2012 (Rádio Popular-Onda, due vittorie)

Campionati portoghesi, Prova a cronometro
1ª tappa Grand Prix Efapel
- 2013 (La Pomme Marseille, una vittoria)

La Poly Normande
- 2015 (Caja Rural-Seguros RGA, una vittoria)

5ª tappa Volta a Portugal (Braga > Viana do Castelo)
- 2016 (Caja Rural-Seguros RGA, una vittoria)

Classifica generale Presidential Cycling Tour of Turkey
2ª tappa Grande Prémio Internacional Beiras e Serra da Estrela (Sabugal > Fundão)
7ª tappa Volta a Portugal (Figueira de Castelo Rodrigo > Castelo Branco)
- 2017 (Team Katusha Alpecin, due vittorie)

4ª tappa Ster ZLM Toer (Hotel Verviers > La Gileppe)
Classifica generale Ster ZLM Toer
- 2019 (Team Katusha Alpecin, una vittoria)

Campionati portoghesi, Prova a cronometro Elite

### Altri successi
- 2012 (Rádio Popular-Onda)

Classifica giovani Troféu Joaquim Agostinho
- 2013 (La Pomme Marseille)

Classifica scalatori Paris-Arras Tour

## Piazzamenti

### Grandi Giri
- Giro d'Italia

2017: 60º
2018: 14º
- Tour de France

2019: 128º
- Vuelta a España

2015: 34º
2016: ritirato (11ª tappa)
2017: ritirato (6ª tappa)
2018: ritirato (13ª tappa)

### Classiche monumento
- Milano-Sanremo

2018: 53º
2019: 76º
- Giro delle Fiandre

2018: ritirato
- Liegi-Bastogne-Liegi

2017: 51º
2019: 73º
- Giro di Lombardia

2017: ritirato
2019: ritirato

### Competizioni mondiali
- Campionati del mondo

Geeolong 2010 - In linea Under-23: 90º
Copenaghen 2011 - Cronometro Under-23: 45º
Copenaghen 2011 - In linea Under-23: 54º
Richmond 2015 - In linea Elite: ritirato
Doha 2016 - In linea Elite: ritirato
Bergen 2017 - In linea Elite: 130º
Yorkshire 2019 - In linea Elite: ritirato

### Competizioni europee
- Campionati europei

Offida 2011 - In linea Under-23: 8°
Offida 2011 - Cronometro Under-23: 18º
Plumelec 2016 - In linea Elite: 68º
Glasgow 2018 - Cronometro Elite: 22º
Glasgow 2018 - In linea Elite: 43º
- Giochi europei

Baku 2015 - In linea: ritirato